# Ferrari America
Ferrari America/Superamerica/Superfast/California — несколько серий связанных между собой дорогих спортивных автомобилей класса люкс итальянской фирмы Ferrari, выпускавшихся в 1950—1960-х годах. Все автомобили имели установленный спереди V-образный двенадцатицилиндровый двигатель и привод на задние колёса.
Созданная на базе гоночного автомобиля модель 340 America была представлена в конце 1950 года. Из 23 изготовленных автомобилей с открытыми и закрытыми кузовами разных производителей только восемь были чисто гражданскими моделями, предназначенными для движения по дорогам общего пользования. Автомобиль 342 America был лучше адаптирован для обычной эксплуатации: он имел более гибкий двигатель, новую коробку передач и лучше настроенное управление. Во второй половине 1952 году эта модель пришла на смену автомобилю 340 America, до конца года было изготовлено всего шесть экземпляров.
Наследница автомобиля 342 America, модель 375 America увидела свет в 1953 году и была нацелена на тот же сегмент рынка состоятельных покупателей. Выдающаяся механика и элегантный кузов делали этот автомобиль очень дорогим, всего было изготовлено 11 экземпляров модели.
В 1956—1959 годах в виде трёх очень ограниченных серий был выпущен впечатляющих размеров автомобиль 410 Superamerica. Интересно, что задуманный как серийная модель, он, в конечном итоге, породил всего лишь ряд оригинальных версий. Из 33-х изготовленных автомобилей с кузовами самых разных производителей, некоторые были очень странными экземплярами, никогда ранее не создававшимися на шасси Ferrari.
Автомобиль 400 Superamerica с новым двигателем большой мощности и роскошным интерьером был флагманской моделью Ferrari. Он, в виде двух серий, выпускалась в период с 1960 по 1964 год. Все, кроме двух, из 46 автомобилей имели кузова конструкции Pininfarina в версиях спайдер (родстер), кабриолет и купе. Кроме того, на базе модели были изготовлены концептуальные автомобили Superfast II, III и IV.
Модель 500 Superfast, предназначенная для клиентов, ищущих мощный и скоростной автомобиль класса люкс, была представлена в 1964 году. Созданный на базе модели 400 Superamrica, автомобиль был оборудован новым пятилитровым двигателем мощностью 400 л. с., что сразу выводило его в лидеры класса. Всего было построено 25 экземпляров модели в рамках первой серии, а в 1966 году было изготовлено ещё 12 автомобилей второй серии.
Эту главу в истории Ferrari завершил кабриолет 365 California, который был самой запоминающейся интерпретацией на тему открытых итальянских купе того времени. В течение 1966-го и начала 1967 годов было изготовлено всего 14 экземпляров модели, что делает их одними из самых редких серийных дорожных автомобилей Ferrari.
Также, последняя партия в 50 экземпляров модели 250 GT 2+2 оснащалась новым четырёхлитровым мотором и эти автомобили назывались 330 America.
Выпускавшаяся с 2005 по 2006 год открытая версия автомобиля 575M называлась Superamerica.

## 340/342 America

### 340 America

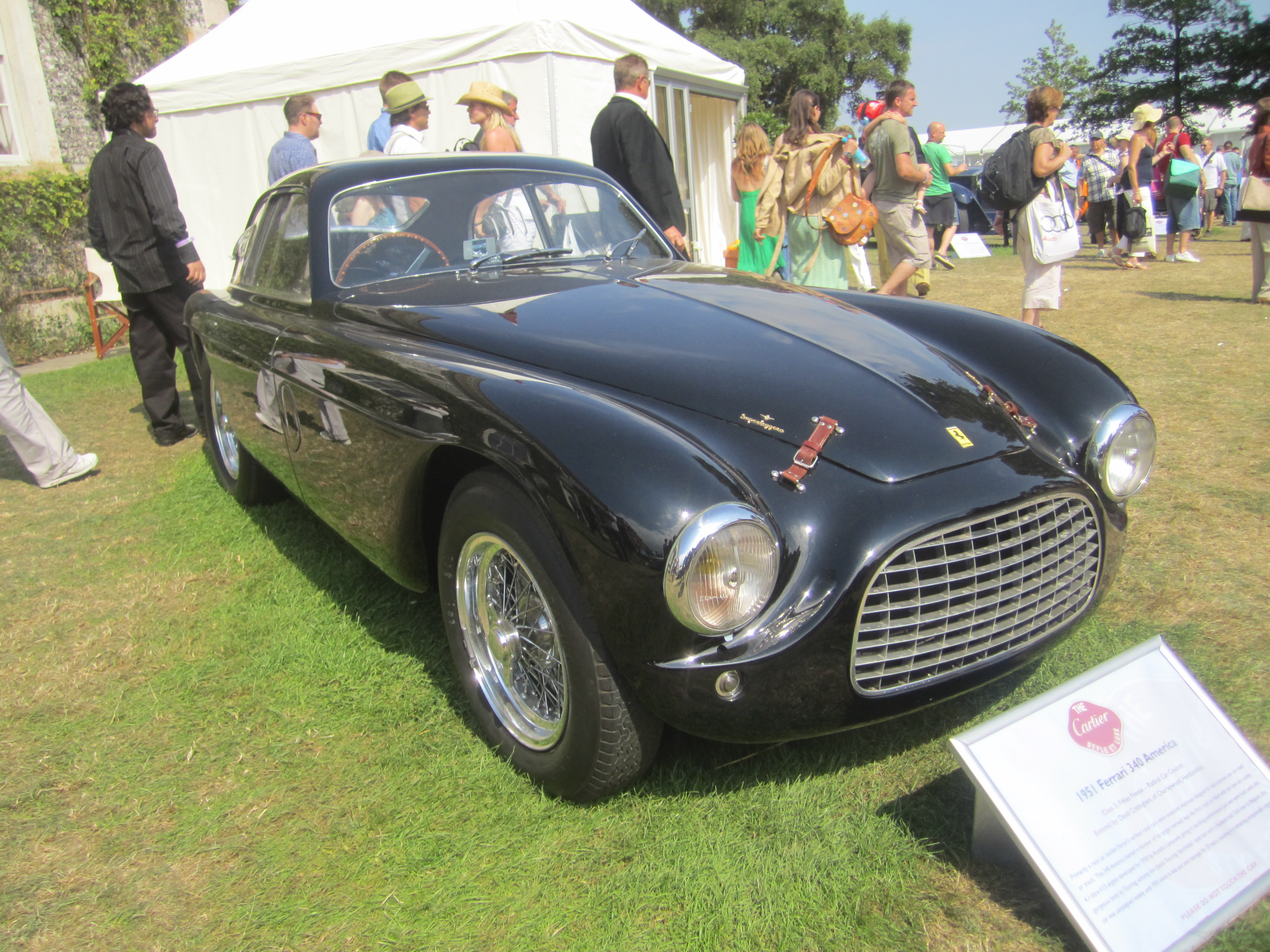
Ferrari 340 America с закрытым кузовом купе (берлинетта) производства Touring

Гоночный автомобиль 340 F1 впервые появился на 
Гран-при Всех наций в июле 1950 году. Он был оснащён новым двенадцатицилиндровым 4,1-литровым двигателем (рабочий объём одного цилиндра равнялся примерно 340 см³, отсюда и название автомобиля), что было очередным шагом к разрешённому с этого года лимиту в 4,5 литра. Позже, этот же мотор был установлен на спортивный автомобиль с кузовом производства Touring, очень похожим на модель 166 MM, и был показан на парижском автосалоне 5 октября. Новинка получила название 340 America, отражавшее стремление Ferrari закрепиться на рынке США с автомобилями, способными участвовать в соревнованиях, которые, затем, элитные клиенты могли бы использовать для обычных поездок.
Производство автомобилей началось в 1951 году, интересные версии были созданы кузовными фирмами Ghia и Vignale. Именно закрытая берлинетта (купе) с кузовом Vignale и Луиджи Виллорези за рулём выиграла гонку Милле Милья в 1951 году. Всего было выпущено чуть более двадцати автомобилей серии.
Только восемь из них были специально приспособлены для движения по дорогам общего пользования. Три из оставшихся были уникальными гоночными (Competizione) автомобилями, имевшими изменённую заднюю подвеску и специально настроенные двигатели. Подобная конструкция была вскоре применена на модели 340 Mexico и использовалась на гоночном автомобиле 340 MM, выигравшем Милле Милья в 1953 году.

### Двигатель
4,1-литровый V-образный двенадцатицилиндровый двигатель, созданный Ламперди, обычно называют мотором с «длинным» блоком, для того, чтобы отличать его от двигателей конструкции Коломбо. Дело в том, что расстояние между центрами цилиндров у моторов Коломбо составляло 90 миллиметров, а у двигателей Лампреди — 108 миллиметров, и их блок был длиннее. Увеличенное расстояние позволило сделать цилиндры больше, а также обеспечило такую особенность конструкции двигателя, как мокрые гильзы, прикрученные к блоку цилиндров.
Также, как и моторы Коломбо, двигатель Ламперди имел угол развала цилиндров 60°, в каждой головке цилиндров располагалось по одному верхнему распредвалу (SOHC), питание мотора осуществлялось от трёх двухкамерных карбюраторов Weber и он развивал мощность в 220 л. с. Двигатели моделей 340 America, построенных для выступления в соревнованиях имели систему смазки с сухим картером, когда как дорожные модели имели обычную систему. Мотор состыковывался с пятиступенчатой механической коробкой передач от которой вращение с помощью карданного вала передавалось на задний мост.

### Шасси
Шасси с колёсной базой в 2420 миллиметров состояло из сваренной из труб рамы, к которой крепились подвески, двигатель с трансмиссией и устанавливался кузов. В передней независимой подвеске с поперечными рычагами не равной длины в качестве упругого элементы использовалась поперечная рессора, задний мост крепился к раме с помощью двух продольных рессор. И спереди и сзади были установлены гидравлические рычажные амортизаторы. Червячный рулевой механизм не имел усилителя. Тормозная система была с гидроприводом и барабанными тормозами на всех колёсах.

### 342 America

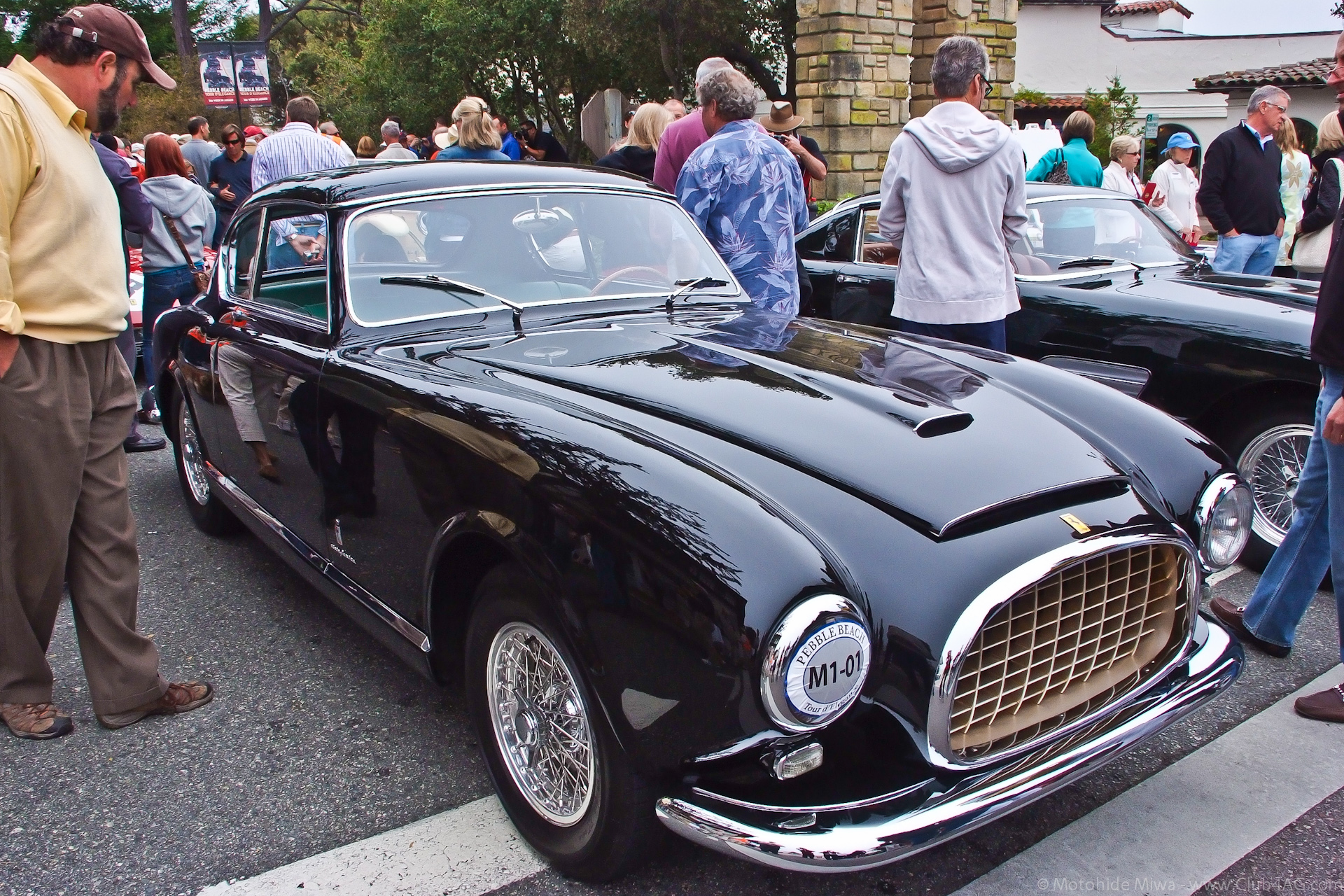
Ferrari 342 America Coupe Pininfarina

Интерес к автомобилям Ferrari со стороны потенциальных покупателей всё возрастал. Но некоторых из них беспокоила надёжность форсированных двигателей, которые поступали на рынок напрямую с гоночных автомобилей. Для таких покупателей фирма представила модель 342 America, лучше адаптированный к обычной эксплуатации автомобиль, с более гибким двигателем, новой коробкой передач и более дружелюбным управлением. В 1952 году этот автомобиль пришёл на смену модели 340 America.
Изменение числа в обозначении предполагало увеличение рабочего объёма двигателя, но это было не так. Двигатель был тем же самым, в дефорсированном виде он развивал 200 л. с. С ним использовалась новая механическая четырёхступенчатая полностью синхронизированная коробка передач. Последние экземпляры модели 342 America комплектовались новым мотором с увеличенным до 4,5 литров рабочим объёмом, но по-прежнему сохранили обозначение 342.
Автомобили оборудовались закрытыми и открытыми кузовами в исполнении фирм Vignale и Pininfarina. Они устанавливались на шасси с увеличенной до 2650 миллиметров колёсной базой, которое также имело большую переднюю и заднюю колею. Автомобиль 342 America производился относительно короткий период времени во второй половине 1952 года, всего было сделано шесть экземпляров модели.

## 375 America

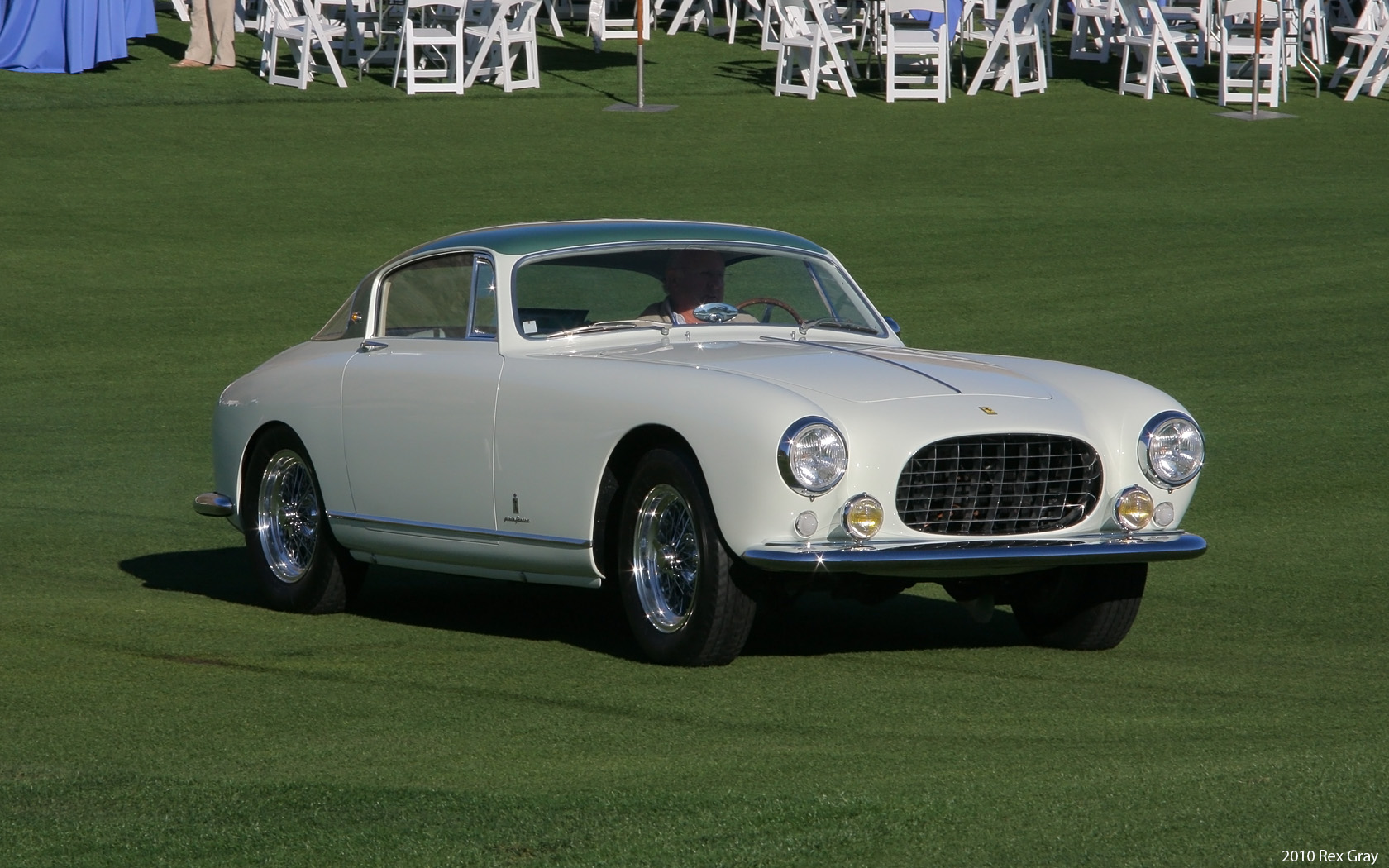
Ferrari 250 Europe с кузовом изготовления Pininfarina, очень похожий на Ferrari 375 America

Модель 375 America была впервые показана на парижском автосалоне в 1953 году с кузовом купе изготовления Pininfarina. Наследница автомобиля 342 America, эта модель была нацелена на тот же сегмент рынка состоятельных покупателей. Выдающаяся механика и элегантный кузов делали этот автомобиль востребованным, несмотря на его высокую цену.
Разнообразные кузова устанавливались на шасси с заводским номером 104 с колёсной базой 2800 миллиметров, самой большой для моделей Ferrari на тот момент. Использование двигателя с «длинным блоком» и желание иметь просторный салон объясняет такую большую длину колёсной базы. Другим фактором было стремление дизайнеров Pininfarina создать единое узнаваемое «лицо» для всех моделей Ferrari. Так что, унификация внешнего вида и рационализация методов производства привели к использованию одинаковых кузовов и шасси на моделях 250 Europa и 375 America. Полная идентичность, конечно же, не была достигнута: иная отделка окон, разное оформление окантовки облицовки радиатора и другие мелкие элементы внешнего вида изменялись в зависимости от предпочтений покупателей.

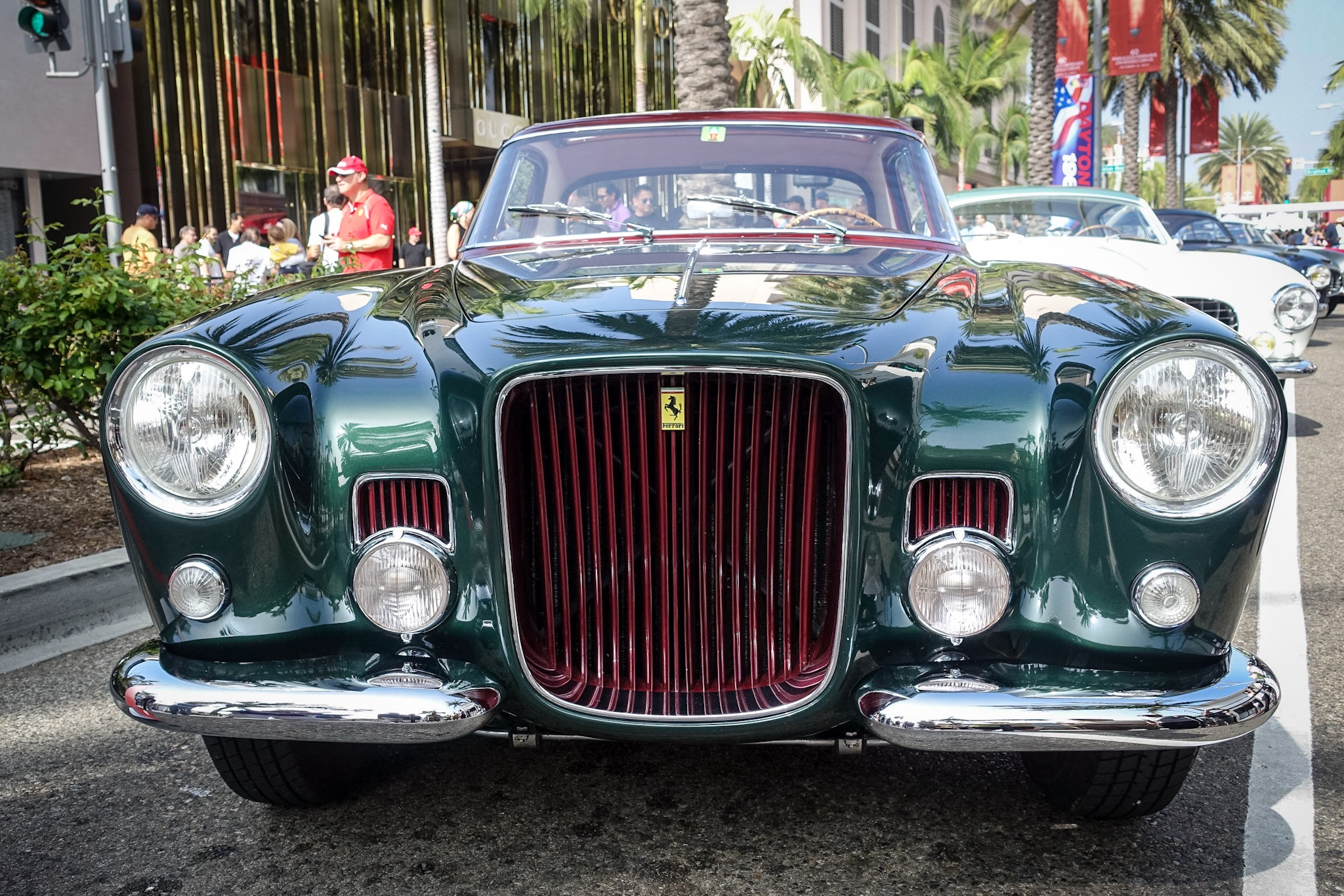
Ferrari 375 America, специально изготовленный для президента Fiat Джанни Аньелли

Большая часть автомобилей оснащалась кузовами Pininfarina, три экземпляра с кузовом купе, а также один кабриолет были производства Vignale. Один автомобиль имел особый, необычный кузов купе изготовления Pininfarina с панорамным ветровым стеклом, вертикальной решёткой радиатора и удлинёнными задними стойками, которые в виде консолей шли до самой задней панели. Этот автомобиль предназначался для президента Fiat Джанни Аньелли и был показан на туринском автосалоне 1954 года. Из дюжины сделанных автомобилей следует отметить, также, оригинальный двухместный кабриолет, созданный на фирме Pininfarina для короля Бельгии Леопольда.

### Двигатель
Двигатель был дальнейшим развитием моторов Ламперди: V-образный двенадцатицилиндровый «длинный» блок, рабочим объёмом 4,5 литра (объём одного цилиндра составлял примерно 375 см³, отсюда и название модели) развивал мощность в 300 л. с. Двигатель оборудовался тремя карбюраторами Weber, имел две катушки и два распределителя зажигания. Он агрегатировался с механической четырёхступенчатой полностью синхронизированной коробкой передач. От коробки передач вращение передавалось на задний мост, главная передача которого могла иметь разные передаточные отношения, в зависимости от того, чего хотел покупатель: мощного разгон или спокойного движение на высокой скорости.

### Оценка
Журналист известного американского издания Motor Trend протестировал тщательно восстановленный Ferrari 375 Gianni Agnelli. Автор пишет, что напоминание о «dolce vita» сразу же ощущается с места водителя. Оно проявляется в высоком уровне качества всего, что вас окружает: прекрасной формы деревянные накладки рулевой колонки и изогнутой передней панели, приборы, похожие на изделия ручной работы, инструктированы драгоценными камнями. А ещё — это деревянный набалдашник рычага переключения передач и такие же наконечники на ручках открывания окон и дверей. Отдельные вставки хромированного металла завершают картину полного великолепия салона. Сиденья расположены низко, необычные консольные передние стойки выглядят здорово. Видимость во всех направлениях отличная, места для ног и головы много, а большая прозрачная крыша добавляет «воздуха». Тёмный, насыщенного зелёного цвета капот этого царского и внушительного Ferrari просто исчезает за горизонтом.
Двенадцатицилиндровый двигатель запускается легко и быстро стабилизируется на холостом ходу. Звучание его просто фантастическое! Коробка передач не требует больших усилий для включения первой передачи. Сцепление удивительно лёгкое с линейным подхватом. Если заставить стрелку тахометра колебать около 1000 об/мин и плавно отпустить педаль сцепления, то старт не вызывает никаких проблем. Руль, тяжёлый на стоянке, быстро становится лёгким с ростом скорости. Нажатие на длинноходный акселератор вызывает просто паровозную тягу до отсечки двигателя около 7000 об/мин. Рычаг четырёхступенчатой коробки с традиционным H-образным переключением имеет длинный, но чёткий ход. В этом понятном люксовом автомобиле комфортно и безмятежно, как в самолёте бизнес-класса.
Подвеска мягкая, но не такая размазанная, как на старых Кадиллаках. Неподрессоренные массы ощущаются не сильно, но лучше бы их не было. При поворотах, рулевое работает мягко, не переполняя вас информацией. Крены кузова велики, а плоское кресло плохо удерживает водителя, так что быстрая рулёжка не является предназначением этого автомобиля. Для него лучше спокойно преодолевать милю за милей по окрестным дорогам.
Единственное разочарование — это тормоза. Барабанные тормозные механизмы были ахиллесовой пятой автомобилей того времени и этот не является исключением. Педаль имеет малую чувствительность и примерно такой же ход. Современные шины несомненно помогают, но дисковые тормоза были бы лучше, этого изменения автомобилям Ferrari придётся подождать ещё несколько лет.
Большой и внушительный, славный и великолепный, подобными словами можно описать этот грандиозный автомобиль 1950-х, европейского короля скорости.

## 410 Superamerica

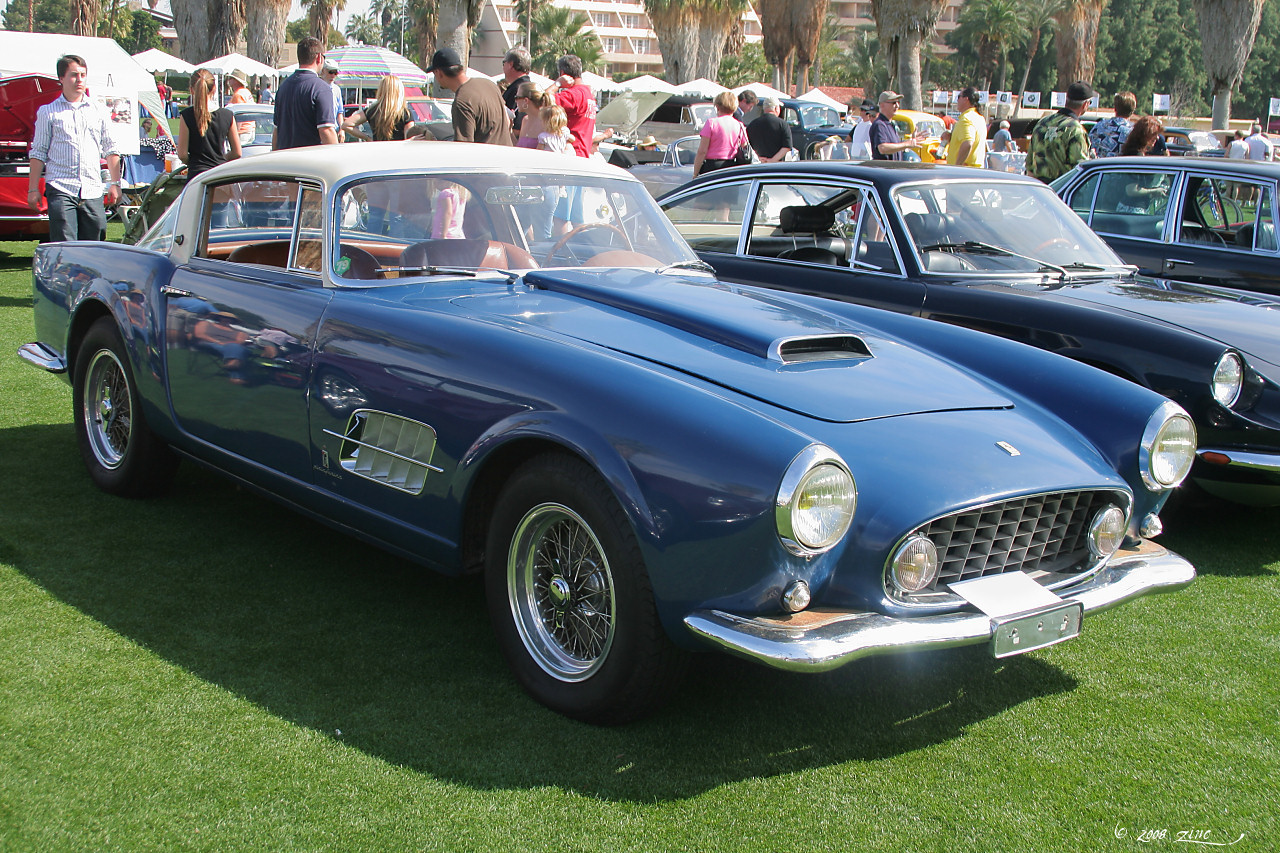
1956 Ferrari 410 Superamerica со «стандартным» кузовом изготовления Pininfarina

Автомобиль 410 Superamerica, преемник модели 375 America, был впервые показан публике как ходовой макет в 1955 году на парижском автосалоне, а затем, как полностью готовый автомобиль на автосалоне в Брюсселе в начале 1956 года. Модель имела элегантный кузов изготовления Pininfarina впечатляющих размеров. Любопытно, что предназначенная для серийного производства модель, породила всего лишь ряд оригинальных версий, так как это было на заре фирмы Ferrari.
Всего было три очень ограниченных серии, произведённые в 1956—1959 годах. Те автомобили, которые относят к первой серии, в основном строились на шасси с колёсной базой 2800 миллиметров, хотя были и исключения. Автомобили серии два на шасси с базой 2600 миллиметров, производились с 1956 по 1957 год. В конце 1958 года модели серии три были представлены на парижском автосалоне, эта серия также имела колёсную базу в 2600 миллиметров, кроме нескольких отдельных версий.
Так как, модели 410 Superamerica были очень дорогими эксклюзивными автомобилями для очень состоятельных клиентов, каждая из них имела некоторые отличия от «стандартных» купе, отражающие особые пожелания заказчика.

### Кузов
Некоторые кузова автомобилей первой и второй серий были одними из самых странных, когда-либо устанавливаемых на шасси Ferrari.

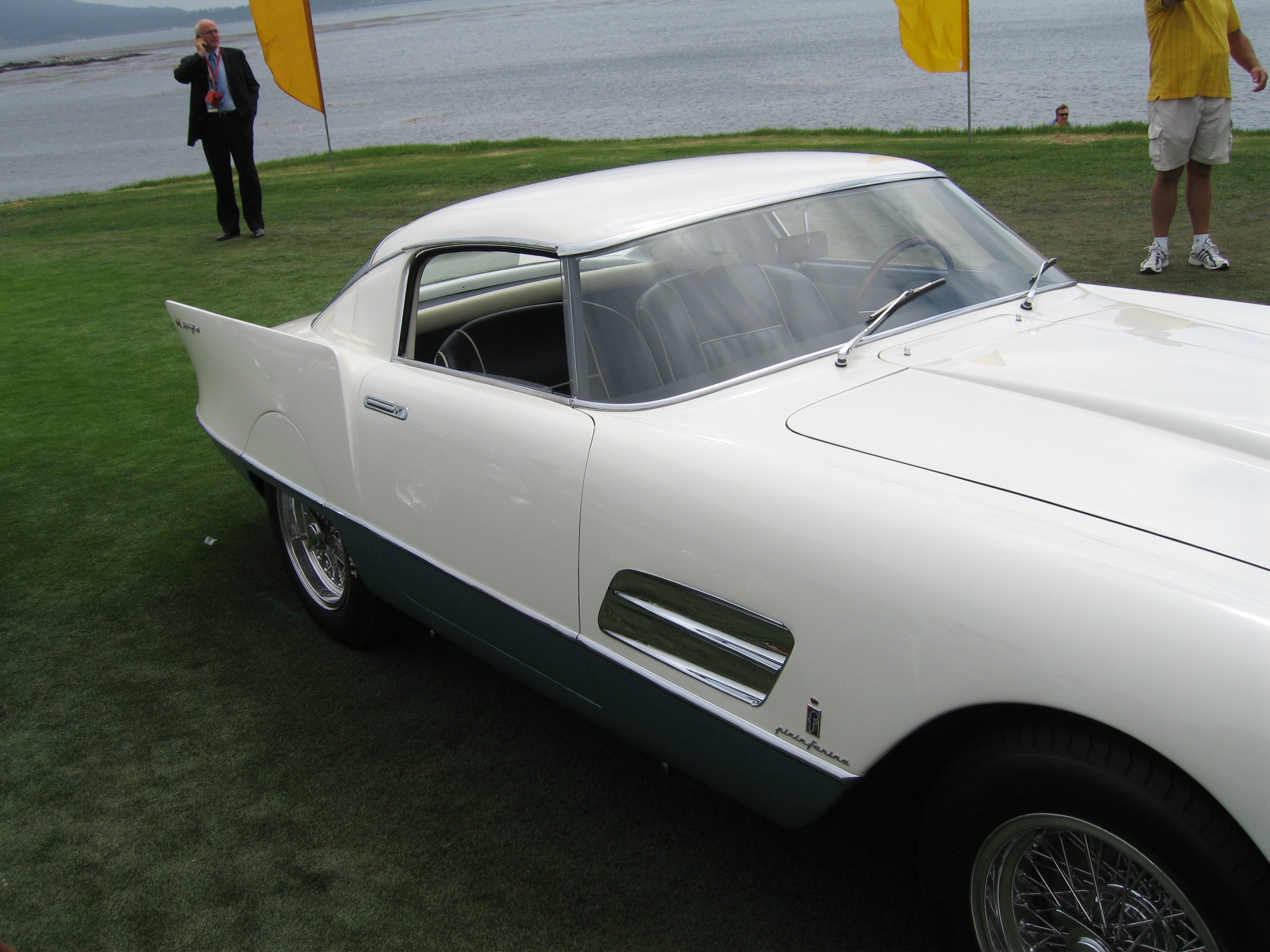
1956 Ferrari 410 Superamerica Superfast фирмы Pininfarina без передних стоек, с плавниками сзади

На фирме Pininfarina, помимо «стандартных» моделей, изготовили два оригинальных автомобиля, получивших название Superfast. Первый, показанный на парижском автосалоне в 1956 году, имел консольную крышу без передних стоек (позже их, всё-таки, добавили) и ярко выраженные задние плавники, в которые были встроены треугольные блоки фонарей. Верх автомобиля был белым, низ — голубым, цвета разделены тонкой хромированной полоской. Второй автомобиль, представленный в 1957 году на автосалоне в Турине, спереди был подобен первой модели, но имел более элегантную заднюю часть с округлыми формами, гармонирующими со стилем всего автомобиля. Главный производитель кузовов для гоночных автомобилей Ferrari фирма Scaglietti, также представила свой автомобиль и, вновь, с плавниками, демонстрируя мощное влияние заморских тенденций на внешний вид моделей, ориентированных на американский рынок. Плавники, а также крыша и пороги автомобиля были изготовлены из неокрашенной нержавеющий стали, создавая контраст с тёмно-красным цветом остальной части кузова. Кузовостроительная фирма Марио Боано (Mario Boano) создала две собственные интерпретации на плавниковую тему: купе, с разделённым надвое задним стеклом, и подобных же форм кузова кабриолет, оба с изогнутыми плавниками. Но приз за самые большие и длинные плавники можно присудить фирме Ghia, создавшей для Ferrari автомобиль, вдохновлённый своими предыдущими работами для американской фирмы Chrysler.
Вся третья серия автомобилей оснащалась кузовами изготовления Pininfarina, за исключением отдельных выставочных образцов. Но индивидуальные отличия продолжали существовать, наиболее заметными из которых были фары, закрытые оргстеклом, на некоторых моделях.

### Двигатель
V-образный двенадцатицилиндровый двигатель автомобилей первой и второй серий с заводским номером 126 был дальнейшим развитием мотора с «длинным» блоком цилиндров конструкции Ламперди, использовавшегося на модели 375 America. Его рабочий объём был увеличен до пяти литров (объём одного цилиндра возрос до, примерно, 410 см³, отсюда и название модели) за счёт увеличения диаметра цилиндра, когда как ход поршня остался прежним. На двигатель устанавливали три двухкамерных карбюратора Weber, в системе зажигания использовались две катушки и два распределителя, он развивал мощность в 340 л. с. На самые первые модели с кузовами Pininfarina устанавливался двигатель с двумя свечами на цилиндр, как на автомобилях Формулы-1, и с карбюраторами с увеличенным диаметром диффузора. Двигатель через многодисковое сцепление соединялся с механической четырёхступенчатой полностью синхронизированной коробкой передач, с разными передаточными отношениями для различных версий автомобиля. От коробки вращение с помощью карданного вала передавалось на задний мост.
Двигатель автомобилей третьей серии с заводским номером 126/58 имел новые головки блока цилиндров. В них свечи зажигания, по одной на цилиндр, располагались сбоку, хотя во всех предыдущих двенадцатицилиндровых моторах Ferrari они размещались между клапанами. Ещё одной особенностью двигателя было то, что он имел точёные из куска металла шатуны, как на гоночных автомобилях, когда как, обычно, применялись кованные. В новой конфигурации мотор развивал 360 л. с.

### Шасси
Кузова автомобилей устанавливались на шасси с заводским номером 514, в целом подобное тому, что использовалось на модели 250 GTO, с колёсной базой 2600 или 2800 миллиметров. Отличие заключалось в том, что задний мост размещался под рамой, а не над ней, как у модели 250 GTO. Кроме того, передняя и задняя колея были увеличены, по сравнению с моделью 375 America. Спереди была установлена независимая подвеска на поперечных рычагах с пружинами и телескопическими амортизаторами, задний мост опирался на полуэллиптические продольные рессоры и, также, имел телескопические гидравлические амортизаторы. Червячный рулевой механизм не имел усилителя. Тормозная система с гидроприводом была оборудована барабанными тормозными механизмами на всех колёсах, стояночный тормоз с тросовым приводом действовал на задние тормоза.

## 400 Superamerica

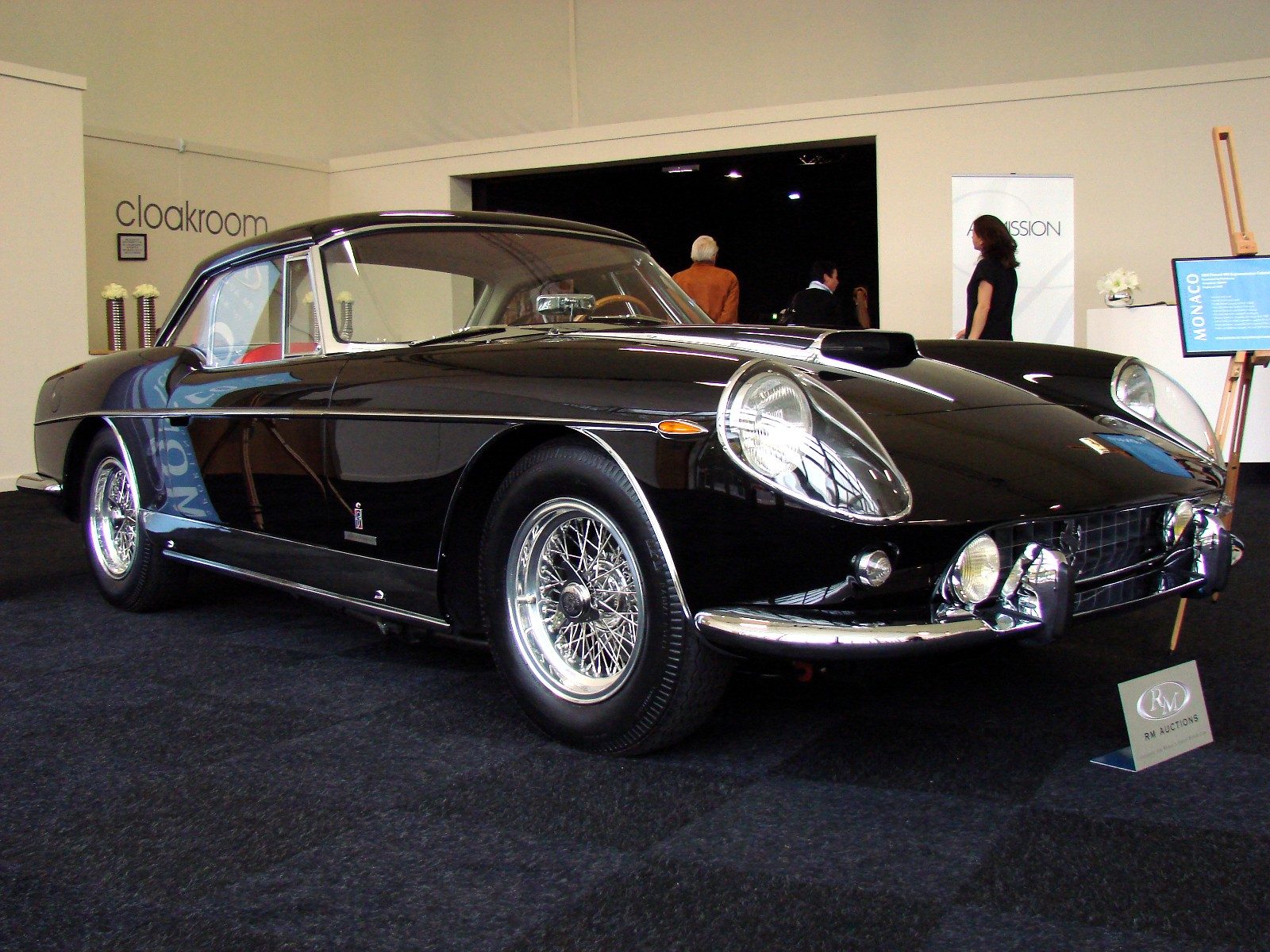
Ferrari 400 Superamerica Cabriolet с жёсткой съёмной крышей и закрытыми колпаками фарами

Автомобиль 400 Superamerica с двигателем большой мощности, роскошным интерьером, спортивной, но не ограничивающей комфорт, подвеской и коробкой передач с повышающей передачей был флагманской моделью Ferari. Он, в виде двух серий, выпускалась в период с 1960 по 1964 год. Все, кроме двух, из 46 автомобилей имели кузова конструкции Pininfarina в версиях спайдер (родстер), кабриолет и купе. Кроме того, на базе модели были изготовлены концептуальные автомобили Superfast II, III и IV.
Впервые с момента начала производства дорожных автомобилей, на фирме Ferrari отступили от правила присваивания номеров, показывающих округлённое значение рабочего объёма одного цилиндра двигателя. На этой модели обозначение «400» отсылало к общему рабочему объёму в четыре литра нового двигателя.
Автомобили, построенные до середины 1962 года имели колёсную базу 2420 миллиметров, позже — 2600 миллиметров. Более поздние автомобили можно отличить по увеличенному расстоянию между задней кромкой двери и колёсной аркой. Как правило, у них не было специального воздухозаборника на капоте.

### Кузов

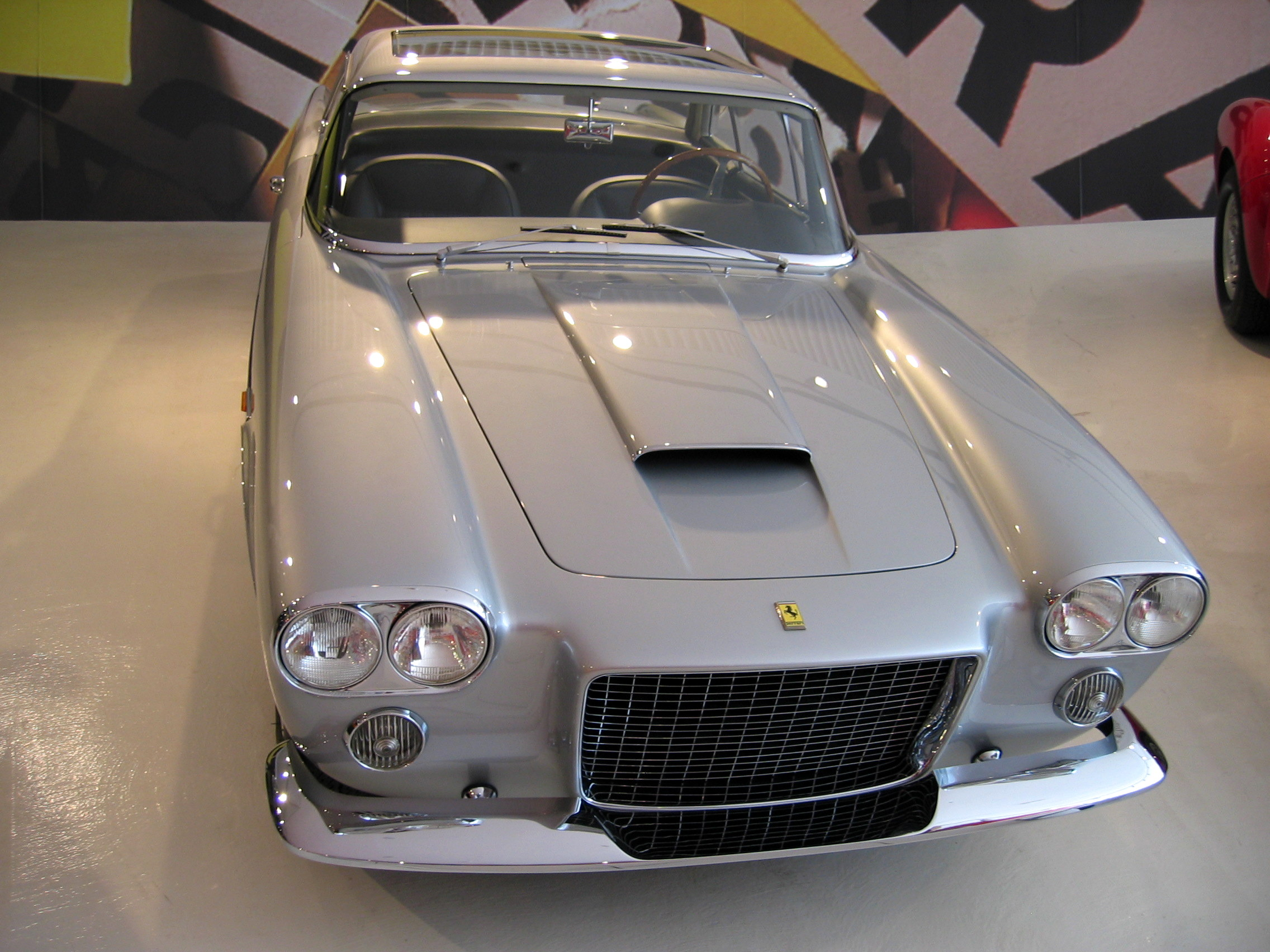
Ferrari 400 Superamerica, созданный для главы Fiat Джанни Аньелли

Первым автомобилем была модель с особым кузовом, созданная для главы Fiat Джанни Аньелли, которую показали на автосалоне в Турине в октябре 1959 года. Во внешнем виде выделялась большая квадратная, выступающая вперёд, решётка радиатора и, такие, чисто американские элементы стиля, как панорамное лобовое стекло и парные фары, установленные на концах передних крыльев. На хромированных вертикальных окончаниях задних крыльев располагались по три круглых фонаря, такое решение, позже, можно увидеть на серийных кабриолетах 400 Superamerica.
Вторым экземпляром и реальным серийным автомобилем стал кабриолет, который дебютировал на брюссельском автосалоне в январе 1960 года, а несколькими неделями позже был показан в Нью-Йорке. Он имел узкую решётку радиатора с противотуманными фарами на ней.
Первые версии закрытого обтекаемого автомобиля «Coupé aerodinamica» были представлены на женевском автосалоне в 1961 году. Модель имела много общих черт с концептуальным автомобилем Superfast II, за исключением фар: вместо поднимающихся использовались закрытые плексигласовыми колпаками.
Так как автомобили были очень дорогим, с ограниченным выпуском, каждый клиент имел возможность оформить их по своему вкусу, поэтому двух одинаковых не существовало. Одним из самых востребованных вариантов был выбор между открытыми и закрытыми прозрачными плексигласовыми колпаками фарами. Когда для «Coupé aerodinamica» выбирался вариант с открытыми фарами, то менялся весь передок автомобиля, он становился таким же, как у кабриолета. Кроме того, автомобили серии могли отличаться дверными ручками, использовались как обычные, с кнопкой, так и утопленные рычажки. Некоторые автомобили имели полузакрытые арки задних колёс.
Помимо автомобилей с кузовами Pininfarina, на фирме Scaglietti было сделано два экземпляра модели. Один — с открытым кузовом, подобным 250 GT California Spider с правым рулём был построен специально для одного из членов правления Ferrari. Второй был с кузовом купе в стиле 250 GT Berlinetta.

### Superfast II, III, IV

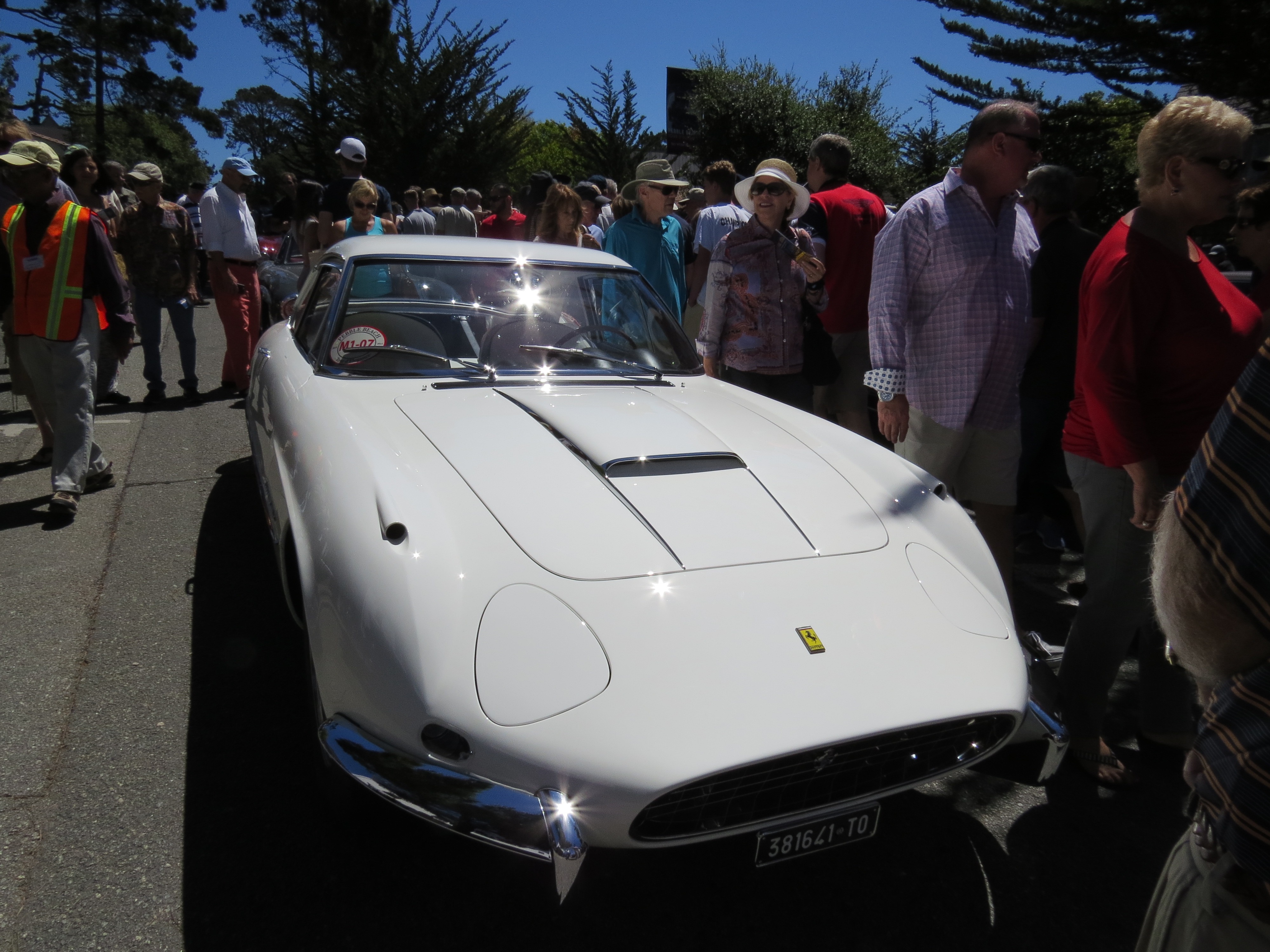
Ferrari Superfast II

На одном из изменённых автомобилей 400 Superamerica, носившим название Superfast II, ездил лично Баттиста Фарина. За свои обтекаемые формы с плавными линиями кузова, изогнутыми назад и внутрь передними стойками, и задним окном, размещённым практически в одной плоскости с крышкой багажника, простирающейся до самого заднего бампера, модель получила эпитет ‘Coupé aerodinamica’. Круглые задние фонари были углублены в короткие половинки бампера. В первоначальном варианте, на автомобиле применялись поднимающиеся фары, и он имел узкую овальную решётку радиатора, окружённую половинками бампера. В течение зимы 1960-61 годов был добавлен широкий воздухозаборник на капоте с хромированной отделкой, круглые габаритные огни были наполовину встроены в передние крылья, а задние колёсные арки стали открытыми.
Второе изменение внешнего вида на этом же шасси, названное Superfast III было показано на автосалоне в Женеве в марте 1963 года. Появились новые более стройные задние стойки и увеличенные задние окна, а, также, очень узкий передок с эллиптическим воздухозаборником, украшенным «гарцующим жеребцом». Другим заметным изменением была смена цвета кузова с белого на серебристо-зелёный, восстановление полузакрытых арок задних колёс и появление на нижней части передних крыльев отводящих из под капота воздух отверстий.
Дальнейшие метаморфозы этого автомобиля привели к появлению концепта Superfast IV. Убирающиеся фары больше на применялись, их заменили открытые пары фар: большие, диаметром 7 дюймов, внутри и — маленькие, 5-дюймовые, снаружи, в дальнейшем, эта тема будет развита на модели 330 GT 2+2. Небольшие изменения претерпели задние стойки и нижняя кромка заднего окна.

### Двигатель
V-образный двенадцатицилиндровый двигатель с заводским номером 163 отличался от двигателей конструкции Ламперди, используемых на предыдущей, 410 серии автомобилей. Он имел «короткий» блок цилиндров и базировался на оригинальной конструкции двигателей Коломбо, используемых на автомобилях 250 серии. За счёт увеличения диаметра цилиндров и хода поршня, рабочий объём двигателя удалось довести до четырёх литров.
Двигатель имел две катушки и два распределителя зажигания, приводимые от заднего конца распредвала каждой головки. За счёт установки объединённых в блок трёх двухкамерных карбюраторов Weber или Solex была достигнута мощность в 340 л. с. К двигателю, через однодисковое сухое сцепление, присоединялась полностью синхронизированная четырёхступенчатая механическая коробка передач с дополнительной, включаемой с помощью электромеханического привода повышающей передачей.
Небольшой планетарный редуктор производства фирмы Laycock устанавливался между коробкой передач и карданным валом. При включении, он увеличивал обороты вала на выходе, по сравнению с оборотами на входе (овердрайв). Повышающая передача позволяла снизить обороты двигателя и экономить топливо.

### Шасси
Шасси с заводским номером 583 первоначально были с колёсной базой 2420 миллиметров, которая затем была увеличена до 2600 миллиметров, для увеличения размера салона. Конструкция шасси, в общих чертах, была такой же, как у автомобилей серии 250 GT: пара продольных труб овального сечения и поперечины, плюс передние крестообразные распорки. Соответственно, спереди была независимая подвеска с поперечными рычагами, пружинами, амортизаторами и стабилизатором поперечной устойчивости, когда как задний мост опирался на продольные полуэллиптические рессоры и имел по одному амортизатору с каждой стороны. Дисковые тормоза с гидроприводом были установлены на все колёса, отдельные стояночные тормозные механизмы на задних колёсах управлялись тросовым приводом. Все автомобили, кроме одного, были с левым расположением руля.

## 500 Superfast
Модель 500 Superfast, предназначенная для клиентов, ищущих мощный и скоростной автомобиль класса люкс, была представлена на женевском автосалоне 1964 года. Созданный на базе модели 400 Superamrica, автомобиль был оборудован новым пятилитровым двигателем мощностью 400 л. с., что выводило его в лидеры класса. Всего было построено 25 экземпляров модели в рамках первой серии, а в 1966 году было изготовлено ещё 12 автомобилей второй серии.
Среди покупателей этих эксклюзивных транспортных средств, которые стоили как два новых Роллс-Ройса, были шах Ирана (два автомобиля) и британский актёр Питер Селлерс, а один автомобиль 330 GT 2+2 с кузовом в стиле Superfast был собран для голландского принца Бернарда.
Это была последняя ограниченная серия Ferrari, начало которым было положено автомобилями America и Superamerica 1950-х. Серийное производство и унификация делали изготовление небольших партий автомобилей всё менее выгодным, даже несмотря на их высокую цену.

### Кузов
Кузов был разработан в ателье Pininfarina и был очень похож на тот, что устанавливали на модель 400 Superamerica Coupé Aerodinamico. Он имел большой узкий овал радиатора и открытые фары, углублённые в передние крылья. Длинный широкий капот переходил в «воздушную» секцию салона с тонкими стойками, за которыми заднее окно, плавно переходящее в линию багажника, заканчивалось овалом задка в стиле Камма. Задние фонари, в обрамлении отражателей в форме пули, были выполнены в виде трёх отдельных круглых рассеивателей. Заходящие на боковины половинки бамперов были установлены спереди и сзади. Передние имели небольшие углубления под круглые указатели поворотов, кроме самых первых экземпляров модели с продолговатыми указателями над бампером.
Два экземпляра из выпущенных имели плексигласовые колпаки на фарах. На ранних моделях серии на передних крыльях располагались по 11 узких вентиляционных прорезей, которые позже были заменены на комбинацию из трёх крупных воздуховодов.
Салон автомобиля оборудовался стереофонической магнитолой и кондиционером.

### Двигатель
Так же, как и у автомобиля 400 Superamerica, число в обозначении модели отсылало к общему рабочему объёму в пять литров специально разработанного для этой модели двигателя. Он имел расстояние между центрами цилиндров в 108 миллиметров, как у двигателей Ламперди с «длинным» блоком цилиндров, но вся остальная конструкция основывалась на оригинальном «коротком» блоке Коломбо. V-образный двенадцатицилиндровый, с одним верхним распредвалом в каждой головке цилиндров (SOHC), мотор имел заводской номер 208. У двигателя было боковое размещение свечей зажигания, питался он от блока из трёх или шести карбюраторов Weber, имел две катушки и два распределителя зажигания и развивал мощность в 400 л. с.
К двигателю присоединялась четырёхступенчатая механическая полностью синхронизированная коробка передач, с отдельной повышающей передачей на ранних моделях, и пятиступенчатая коробка — на более поздних. Первые модели имели однодисковое сухое сцепление с механическим приводом, а те, что были с пятиступенчатой коробкой, уже оборудовались гидравлическим приводом сцепления.

### Шасси
Кузова устанавливались на шасси с колёсной базой 2650 миллиметров с заводским номером 578. Шасси и вспомогательные компоненты были очень похожи на те, что использовались на модели 330 GT 2+2. Это были: стальная трубчатая рама, независимая передняя пружинная подвеска, задний мост на рессорах с телескопическими амортизаторами и дисковые тормоза на всех колёсах, с разделённым на два контура гидроприводом. На большей части моделей рулевое колесо располагалось слева, но девять экземпляров были с правым рулём. Несмотря на переход, в этот период времени, моделей Ferrari на литые колёса, автомобили 500 Superfast остались на колёсах со спицами фирмы Boranni размерностью 7Lx15.

## 365 California
Целая глава в истории Ferrari была закрыта выпуском ограниченной серии кабриолетов 365 California, которые были представлены на женевском автосалоне 1966 года. Этот автомобиль был самой запоминающейся интерпретацией на тему открытых итальянских купе того времени. На фирме Pininfarina создали кузов редкой красоты, сделав модель планкой отсчёта в категории скоростных спортивных автомобилей класса люкс. Модель была прямой наследницей купе 500 Superfast, только со складной мягкой крышей, и выпускалась в течение 1966-го и начала 1967 года. Высокая цена и предназначение для элитного сектора рынка определили выпуск: всего было сделано 14 экземпляров модели, что делает их одними из самых редких серийных дорожных автомобилей Ferrari 1960-х годов.

### Кузов
Так же, как и при производстве других моделей, готовое шасси отправлялось на завод Pininfarina в Грульяско, где на него устанавливался кузов. Затем, собранный автомобиль возвращался на завод Ferrari для установки дополнительного оборудования.
За исключением отдельных деталей, модель 365 California в целом была похожа на автомобиль 500 Superfast. Наибольшее отличие заключалось в форме дверей, которые имели в верхней части углубление, напоминающее наконечник стрелы, рассечённое хромированным молдингом переходящим в ручку открывания. Линии дверей развивались в приподнятых над поверхностью багажника задних крыльях с изломом по центу, которые плавно опускались к плоской задней панели, немного диссонировавшей с округлым передком. Автомобиль имел оригинальные задние фонари: многоугольный рассеиватель, повторяющий форму крыла сверху, и три круглых фонаря, окружённые отражателем — ниже. Разные автомобили имели отражатели немного различных оттенков. Под фонарями располагались, заходящие на крылья, половинки заднего бампера. Один автомобиль в 1970 году был изменён на заводе: он получил цельный задний бампер и другие задние фонари.

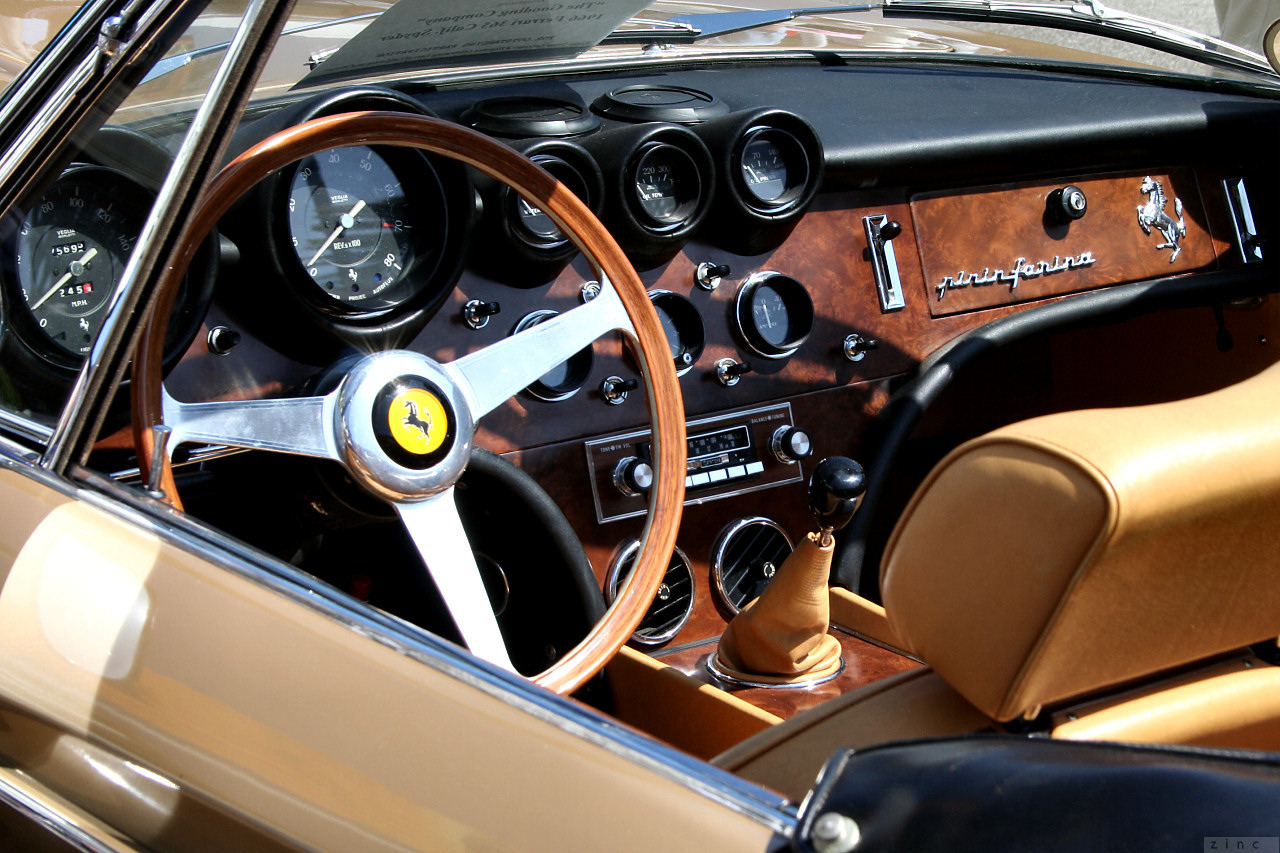
Ferrari 365 California, переделанный в 1970 году имеет немного иное расположение приборов

Отделанный кожей салон вместимостью 2+2 имел широкие двери, которые позволяли легко проникнуть на задние места. Плоская передняя панель, отделанная тиком, включала в себя консоль, которая плавно перетекала на тоннель между передними сиденьями, доходила до задних, где превращалась в мягкий подлокотник. Прямо перед водителем располагались два круглых прибора: спидометр и тахометр. Трио меньших указателей: давления и температуры масла, а также, температуры охлаждающей жидкости размещались по центру передней панели. Ниже, по обеим сторонам от радио, располагались указатель уровня топлива и амперметр. Подъёмом и опусканием стёкол управляли рычажки, расположенные по обеим сторонам от прикуривателя на консоли между сидениями.

### Двигатель
V-образный двенадцатицилиндровый мотор с заводским номером 217B имел «короткий» блок цилиндров и основывался на оригинальной конструкции двигателей Коломбо. При рабочем объёме 4,4 литра (объём одного цилиндра примерно равнялся 365 см³, отсюда и название модели) мотор развивал мощность в 320 л. с. Он оборудовался тремя двухкамерными карбюраторами Weber, имел две катушки и два, размещённых в задней части двигателя распределителя зажигания. К двигателю присоединялась полностью синхронизированная пятиступенчатая механическая коробка передач, от которой вращение с помощью карданного вала передавалось на задний мост.

### Шасси
Первый автомобиль серии был построен на базе модели 330 GT 2+2, когда как последующие изготавливались на собственном шасси под заводским номером 598 с колёсной базой 2650 миллиметров. Конструкция его было подобна той, что применялась на автомобилях 330 GT 2+2: такая же независимая передняя подвеска, задний мост на продольных рессорах и телескопические амортизаторы. Рулевое управление оборудовалось усилителем, на всех колёсах стояли дисковые тормоза с гидроприводом, разделённым на два контура.

## Комментарии
1. 1 2 3 4 5 6 7  Сухая масса автомобиля без технических жидкостей (охлаждающая и тормозная жидкости, моторное  и трансмиссионное масла и т.п.), немного меньше снаряженной массы.